# Edifici Cros
L'Edifici Cros es troba al passeig de Gràcia, 56 cantonada amb el carrer d'Aragó de Barcelona.

## Història
Va ser projectat l'any 1930 per l'arquitecte Joan Padrós i Fornaguera com a seu de la Societat Anònima Cros, fabricant de productes químics.
El desembre del 1996 s'hi va instal·lar un restaurant de la franquícia Fashion Café, patrocinat per les top models Naomi Campbell, Claudia Schiffer i Elle Macpherson. El local va tancar l'agost del 1998, i el gener del 1999 s'hi va instal·lar la seu d'Amena (Retevisión), que tampoc va durar gaire. Finalment, el 2001 va ser llogat per la marca anglesa de roba Burberry, que hi va obrir la primera botiga a l'Estat el setembre del 2002.